# Cessna 404
Die Cessna 404 Titan ist ein zehnsitziges Passagier-, Geschäfts- und Frachtflugzeug der Cessna Aircraft Company ohne Druckkabine. Sie wird von zwei Kolbenmotoren angetrieben.

## Geschichte und Entwicklung
Die Cessna 404 wurde als (um 91 cm) gestreckte Version aus der Cessna 402B heraus entwickelt. Der Prototyp absolvierte seinen Erstflug am 26. Februar 1975 und die Auslieferung begann im Oktober 1976. Ein Kennzeichen des Typs ist das für Cessna-Maschinen neue Höhenleitwerk mit positiver V-Stellung. Die Maschine wird von zwei turbogeladenen Triebwerken des Typs GTSIO-520-M angetrieben. Sie ist mit einem Bugradfahrwerk ausgerüstet. Sie gilt als sehr vielseitiges und relativ robustes, allerdings nicht gerade lärmarmes Flugzeug.
Anfangs gab es eine Version mit Namen Ambassador mit einer Inneneinrichtung für Geschäftsreisende und die Titan Courier mit bis zu zehn Sitzen für den Fracht- und Passagierdienst. Bis zum Jahre 1982 wurde das Angebot auf sieben Versionen gesteigert. Bis zum Zeitpunkt des Auslaufens der Produktion im gleichen Jahr wurden insgesamt 378 Maschinen des Typs verkauft.

## Militärische Nutzer
Bahamas
 Bolivien
 Dominikanische Republik
 Hongkong
- Royal Hong Kong Auxiliary Air Force

 Kolumbien
 Mexiko
- Mexikanische Marine

 Schweden
 Tansania
 Vereinigte Staaten
- United States Navy (C-28A)

### Schweden
Die schwedische Luftwaffe setzte von 1982 bis 1989 drei Cessna 404 unter der Bezeichnung „Tp 87“ ein, die sowohl zivile (SE-GZG, SE-GZA, SE-GMH) als auch militärische (87001–87003) Kennzeichen erhielten. Die Maschinen waren insgesamt vier verschiedenen Geschwadern der Luftwaffe zugeteilt. Die Maschinen wurden zum Transport und zu Aufklärungszwecken verwendet.

## Zwischenfälle
- Am 22. Januar 1982 geriet eine Cessna 404 der RFG – Regionalflug (Luftfahrzeugkennzeichen D-ICRH) bei einem Positionierungsflug während der Landung auf dem Flughafen Dortmund von der Landebahn ab, krachte in einen Hangar und fing Feuer. Die Maschine sollte von Düsseldorf nach Dortmund gebracht werden; der Höhenmesser war jedoch aufgrund eines Sehfehlers des Piloten falsch eingestellt. Der 58-jährige Pilot, einziger Insasse, kam dabei ums Leben. Mindestens vier weitere Flugzeuge im Hangar wurden zerstört oder beschädigt.[1][2]

- Am 29. August 1987 wurde eine Cessna 404 Titan der Cologne Commercial Flight (D-ILEP) in nebligem Wetter gegen einen Turm auf dem 880 Meter hohen Großen Feldberg (Hessen) geflogen. Durch diesen CFIT (Controlled flight into terrain) wurde der Pilot, der einzige Insasse auf dem Flug, getötet.[3]

- Am 26. November 1992 fielen auf einem Übungsflug an einer Cessna 404 Titan des United States Customs Service (Luftfahrzeugkennzeichen N5429J) beide Triebwerke aus. Der Pilot hatte entgegen dem Betriebshandbuch einen langen und schnellen Sinkflug mit Gemischeinstellung auf „voll Reich“ durchgeführt, wobei die Motoren zu stark abkühlten. Die Maschine schlug in der Nähe des Flughafens Tucson (Arizona, USA) im Gelände auf. Der Pilot, der einzige Insasse, überlebte den Unfall. Das Flugzeug wurde zerstört. An allen Zündkerzen beider Triebwerke wurden Rußablagerungen festgestellt.[4]

## Technische Daten
| Kenngröße             | Daten                                                                     |
| --------------------- | ------------------------------------------------------------------------- |
| Besatzung             | 1 – 2                                                                     |
| Passagiere            | 10                                                                        |
| Länge                 | 12,05 m                                                                   |
| Spannweite            | 14,12 m                                                                   |
| Höhe                  | 4,04 m                                                                    |
| Flügelfläche          | 22,58 m²                                                                  |
| Flügelstreckung       | 8,8                                                                       |
| Nutzlast              | 1.623 kg                                                                  |
| Leermasse             | 2.179 kg                                                                  |
| max. Startmasse       | 3.802 kg                                                                  |
| Reisegeschwindigkeit  | 370 km/h                                                                  |
| Höchstgeschwindigkeit | 402 km/h                                                                  |
| Dienstgipfelhöhe      | 7.925 m                                                                   |
| Reichweite            | 2.962 km                                                                  |
| Triebwerke            | zwei 6-Zylinder-Boxermotoren Continental GTSIO-520 mit je 276 kW (375 PS) |